# Шклярка-Радніцька
Шклярка-Радніцька (пол. Szklarka Radnicka, нім. Rädnitzer Hütten Werke) — село в Польщі, у гміні Кросно-Оджанське Кросненського повіту Любуського воєводства.
Населення — 373 особи (2011).
У 1975-1998 роках село належало до Зеленогурського воєводства.

## Демографія
Демографічна структура станом на 31 березня 2011 року:
|          | Загалом | Допрацездатний вік | Працездатний вік | Постпрацездатний вік |
| -------- | ------- | ------------------ | ---------------- | -------------------- |
| Чоловіки | 191     | 40                 | 131              | 20                   |
| Жінки    | 182     | 30                 | 102              | 50                   |
| Разом    | 373     | 70                 | 233              | 70                   |